# Attagenus sericeus
Attagenus sericeus is een keversoort uit de familie spektorren (Dermestidae). De wetenschappelijke naam van de soort werd in 1844 gepubliceerd door Félix Édouard Guérin-Méneville.